# Antonio Carlo Napoleone Gallenga

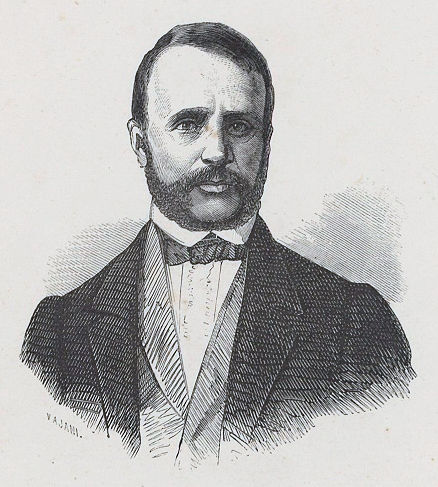
Antonio Carlo Napoleone Gallenga

Antonio Carlo Napoleone Gallenga (* 4. November 1810 in Parma; † 17. Dezember 1895) war ein englisch schreibender italienischer Schriftsteller, Irredentist, Abgeordneter und Publizist.

## Leben
Antonio Gallenga betrieb zwei Jahre lang medizinische Studien an der Universität Parma, warf sich aber früh in den Strudel der politischen Agitation und musste nach 1831 in die Verbannung gehen. Er trat in den Geheimbund der Giovine Italia und übernahm im jugendlichen Fanatismus von den Mazzinisten den Auftrag, den König Karl Albert zu töten; im entscheidenden Augenblick fehlte ihm der Mut, und er musste nun selbst vor den Dolchen seiner Gesinnungsgenossen flüchten. Nun bereiste er das südliche Italien, dann Malta, Amerika, England. Er nahm den Namen Luigi Mariotti an und veröffentlichte unter diesem zunächst:
- Oltremonte ed Oltremare. Canti di un Pellegrino. Dati in luce da L. Mariotti (Boston u. London 1844), ferner
- The Blackgown Papers (London 1846, 2 Bde.) und
- Italy past and present (London 1846).

1848 kehrte er nach Italien zurück und stand zur Partei der gemäßigten Liberalen im Piemont. Seinen Standpunkt bezeichnete die Schrift A che ne siamo? Pensieri di un Italiano d'oltremonti (1849). Nach dem unglücklichen Ausgang der Revolution wieder in London sesshaft, veröffentlichte er dort, immer unter dem Namen Mariotti: Scenes from Italian life (1850); Italy in 1848 (1851). Außerdem schrieb er Journalartikel und gab Sprachunterricht. Seine „Praktische Grammatik der italienischen Sprache“ zum Gebrauch der Engländer (A practical grammar of the italian language) (London 1851) erlebte zehn Auflagen. 1853 veröffentlichte er: A historical memoir of Frà Dolcino and his times.
Einer Einladung Cavours folgend, versuchte G. nochmals sein Glück im Vaterland und wurde ins Parlament gewählt, musste aber sein Mandat infolge der Verlegenheiten, welche ihm die Mazzinisten durch ihre Enthüllungen bereiteten, nachdem er ihren Groll neuerdings durch die Art, wie er in dem mittlerweile erschienenen Buch History of Piedmont  (London 1855; ital., Turin 1856, 2 Bde.) über seine ehemaligen Beziehungen zur Partei sich ausließ, herausgefordert hatte, niederlegen.
Er zog sich nach Castellamonte im Piemont, bald darauf aber wieder nach England zurück; 1858 ging er abermals nach Italien und war daselbst als Parlamentsmitglied und als Berichterstatter der London Times tätig, die ihn in der Folge mit verschiedenen Sendungen betraute.
1874 begleitete er den König von Italien nach Berlin und Wien. Später lebte er zu Llandogo in Wales.

## Publikationen
- Castellamonte; an autobiographical sketch illustrative of Italian Life during the insurrection of 1831 (London 1856; ital., Turin 1857)
- Countrylife in Piedmont (1858)
- The Invasion of Denmark (2 Bde., 1864)
- The Pearl of the Antilles (1873; ital., Mailand 1874)
- Italy revisited (1875, 2 Bde.)
- Two years of the Eastern Question (1877, 2 Bde.)
- The Pope and the king: The war between church and state in Italy (1879, 2 Bde.)
- South America (1881)
- A Summer Tour in Russia (1882)
- Iberian reminiscences: Fifteen years' travelling impressions of Spain and Portugal (1883, 2 Bde.)
- Episodes of my Second Life (1884, 2 Bde.)
- L'Italia presente e futura (Florenz 1886)